# Jack Young

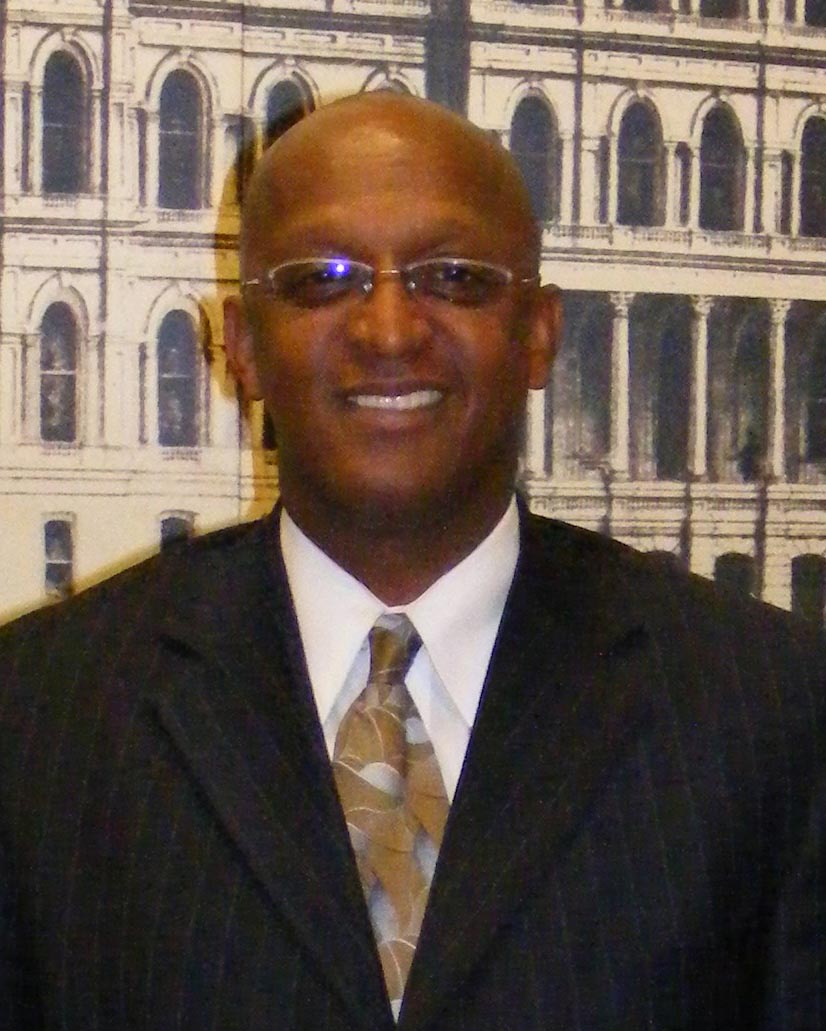
Jack Young (2007)

Bernard C. „Jack“ Young (geboren am 26. Juni 1954) ist ein US-amerikanischer Politiker der Demokratischen Partei und war vom 2. April 2019 bis 8. Dezember 2020 Bürgermeister der Stadt Baltimore. Young wurde erstmals 1996 als Vertreter des zweiten Distrikts der Stadt in das Rathaus Baltimores gewählt. 2010 wurde er Ratspräsident und 2019 folgte er seiner Vorgängerin Catherine Pugh ins Amt des Bürgermeisters. Bei den demokratischen Vorwahlen 2020 unterlag er dem späteren Bürgermeister Brandon Scott.

## Leben
Young schloss die Northern High School in Baltimore ab und besuchte das Baltimore City Community College.
Er arbeitete am Baltimorer Johns Hopkins Hospital in der Cafeteria und im Krankenhausshop, anschließend auch im Archiv, zu dessen Digitalisierung er beitrug. Als Ratsmitglied repräsentierte er den 2. Distrikt von 1996 bis 2003, als die Grenzen der Stadtbezirke neu gezogen wurden. Von 2003 bis zu seiner Ernennung zum Ratspräsidenten repräsentierte er den 12. Distrikt.
Als Bürgermeister setzte sich Young für die Sicherheit von Immigranten auch mit unklarem Aufenthaltsstatus ein, insbesondere verweigerte er die Verfolgung von Einwanderern durch Agenten des U.S. Immigration and Customs Enforcement (ICE), einer Einheit der US-Bundespolizei, dem er die Kooperation verweigerte.

## Aufruf an die Bevölkerung, wegen der Corona-Krise nicht mehr aufeinander zu schießen
Weltweites Aufsehen erregte Young im März 2020 mit dem Aufruf an die Bevölkerung, sie solle aufhören, aufeinander zu schießen, da die Krankenhausbetten der Stadt für Corona-Patienten benötigt würden. In Baltimore war es in der jüngeren Vergangenheit häufiger zu Schießereien mit zahlreichen Verletzten gekommen. Der Ausspruch wurde weltweit in den großen Medien zitiert und taucht seitdem wiederholt in sozialen Netzwerken auf.